# Petar Šarčević
Petar Šarčević, hrvaški pravnik, pedagog, * 1941, Subotica, Hrvaška, † 27. junij 2005, Zagreb.
Petar Šarčević je predavatelj na Pravni fakulteti na Reki. V letih 1986−1988 je bil dekan fakultete, v letih 1989−1991 pa rektor Univerze na Reki.
Med 1992-1996 je bil veleposlanik Republike Hrvaške v ZDA, nato pa od 1996 do 2000 veleposlanik Republike Hrvaške v Švicarski kofederaciji.